# Catastrofe dell'Asia Minore

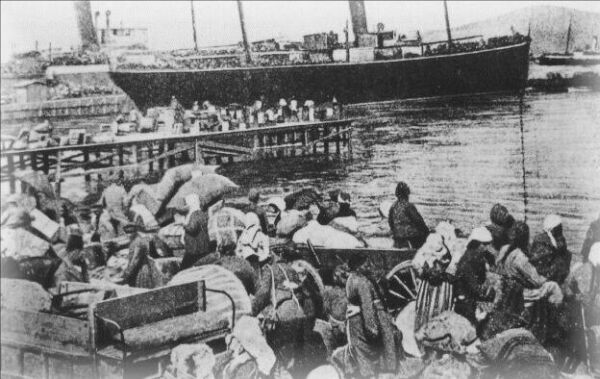
Smirne: profughi greci abbandonano l'Asia Minore.

Catastrofe dell'Asia Minore ( greco Μικρασιατική καταστροφή?, Mikrasiatikí katastrofí) è un termine usato principalmente dagli storici greci per definire gli eventi che determinarono, nel 1922,  l'abbandono dell'Asia Minore da parte delle millenarie comunità greche e i confini attuali dello Stato ellenico.

## Storia
Con l'espressione catastrofe dell'Asia Minore si intendono tre eventi fondamentali per la storia della Grecia contemporanea. La disfatta dell'esercito greco in Asia Minore durante la guerra greco-turca, l'emblematica distruzione della città di Smirne e l'abbandono dell'Asia Minore da parte delle millenarie comunità greche presenti nell'area ininterrottamente dall'XI secolo a.C. Questi eventi nel loro insieme sono considerati dai greci non come una semplice concatenazione di fatti storici ma come un dramma nazionale.

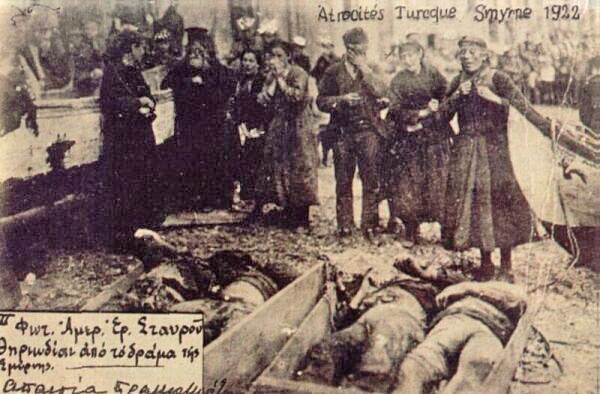
Smirne: Profughi greci davanti a delle vittime.

Gli effetti della sconfitta militare e del Genocidio dei greci del Ponto con la conseguente ondata di profughi che si insediarono in Grecia vanno oltre i fatti politici, diplomatici e militari. Si tratta di un evento storico totale che ha determinato tutti gli aspetti della storia e della società greca dal 1922 in poi. È stata la prima volta che la comunità internazionale ha accettato lo scambio di popolazioni, formalizzato da un trattato internazionale. Dopo la guerra, il Trattato di Losanna, firmato nel 1923, fu il primo passo per ricreare i rapporti diplomatici tra la Grecia e la Turchia.
La portata di questi eventi fu tale da cambiare profondamente la vita politica, sociale e culturale dell'intera nazione greca. Il rientro dal fronte delle truppe sconfitte provocò ad Atene un colpo di Stato che rovesciò il governo e il re Costantino I. Il governo golpista nel tentativo di fare giustizia e placare i sentimenti popolari, soprattutto dopo l'arrivo dei profughi, portò davanti alla corte marziale i responsabili della disfatta istituendo il Processo dei Sei.
Con lo scambio di popolazioni, secondo il censimento del 1928, si sono insediati solo in Grecia 1.221.849 profughi su un totale di 6.204.684 abitanti, il 20% circa della popolazione totale (i turchi che abbandonarono la Grecia furono circa 500.000). L'arrivo e l'insediamento dei rifugiati, fin dai primi momenti, creò tensioni interne tali che, nel febbraio del 1923, la Grecia si vide costretta a richiedere l'intervento della Società delle Nazioni per affrontare il problema.